# Saint-Mesmin, Dordogne

Saint-Mesmin este o comună în departamentul Dordogne din sud-vestul Franței. În 2009 avea o populație de 264 de locuitori.

## Evoluția populației
| An        | 1975 | 1982 | 1990 | 1999 | 2006 | 2009 |
| --------- | ---- | ---- | ---- | ---- | ---- | ---- |
| Populație | 455  | 393  | 324  | 284  | 280  | 264  |